# Liste der Stolpersteine in Andernach
Die Liste der Stolpersteine in Andernach enthält alle 20 Stolpersteine, die von Gunter Demnig in Andernach verlegt wurden. Sie sollen an die Opfer des Nationalsozialismus erinnern, die in Andernach ihren letzten bekannten Wohnsitz hatten, bevor sie deportiert, ermordet, vertrieben oder in den Suizid getrieben wurden.
Hinweis: Die Liste ist sortierbar. Durch Anklicken eines Spaltenkopfes wird die Liste nach dieser Spalte sortiert, zweimaliges Anklicken kehrt die Sortierung um. Durch das Anklicken zweier Spalten hintereinander lässt sich jede gewünschte Kombination erzielen.
Anklicken eines Bildes vergrößert das Bild.

## Liste der Stolpersteine
| Adresse | Verlegedatum  | NS-Opfer                              | Inschrift                                             | Bild | Kollektion                              |
| --- | ------------- | ------------------------------------- | ----------------------------------------------------- | --- | --------------------------------------- |
| Hochstraße 62 · Andernach ·                                                                                   | 20. Jan. 2008 | Werner Weinberg Jg. 1922              | Deportiert 1942 Auschwitz Ermordet Sept. 1942         | Stolperstein Andernach Hochstraße 62 Werner Weinberg |                                         |
| Kramgasse 6 · Andernach ·                                                                                     | 20. Jan. 2008 | Charlotte Michel geb. Loeb Jg. 1903   | Deportiert 1942 Ermordet in Auschwitz                 | Stolperstein Andernach Kramgasse 6 Charlotte Michel | Stolpersteine Andernach Kramgasse 6     |
| Kramgasse 6 · Andernach ·                                                                                     | 20. Jan. 2008 | Jakob Michel Jg. 1900                 | Deportiert 1942 Ermordet in Auschwitz                 | Stolperstein Andernach Kramgasse 6 Jakob Michel | Stolpersteine Andernach Kramgasse 6     |
| Auf´m Hügelchen 5 · Andernach ·                                                                               | 20. Jan. 2008 | Isidor Loeb Jg. 1894                  | Deportiert 1942 Ermordet                              | Stolperstein Andernach Auf´m Hügelchen 5 Isidor Loeb |                                         |
| Am Stadtgraben 36 · Andernach ·                                                                               | 20. Jan. 2008 | Bertha Lambert geb. Mayer Jg. 1882    | Deportiert 1942 Tot in Theresienstadt                 | Bild gesucht Der Benutzer GeorgDerReisende ( Diskussion ) wünscht sich an dieser Stelle ein Bild vom Ort mit diesen Koordinaten 50.438297 7.402302 . Motiv: Am Stadtgraben: der Stolperstein für Bertha Lambert und die Lage Falls du dabei helfen möchtest, erklärt die Anleitung , wie das geht. BW                                |                                         |
| Wilhelmstraße 5 · Andernach ·                                                                                 | 20. Jan. 2008 | Simon Lambert Jg. 1942                | Deportiert 1942 Sobibor Ermordet                      | Stolperstein Andernach Wilhelmstraße 5 Simon Lambert | Stolpersteine Andernach Wilhelmstraße 5 |
| Wilhelmstraße 5 · Andernach ·                                                                                 | 20. Jan. 2008 | Lina Lambert geb. Löwenstein Jg. 1882 | Deportiert 1942 Tot in Theresienstadt                 | Stolperstein Andernach Wilhelmstraße 5 Lina Lambert | Stolpersteine Andernach Wilhelmstraße 5 |
| Bahnhofstraße 21 · Andernach ·                                                                                | 20. Jan. 2008 | Frederike Lipsky Jg. 1865             | Deportiert 1942 Tot auf Transport nach Theresienstadt | Bild gesucht Der Benutzer GeorgDerReisende ( Diskussion ) wünscht sich an dieser Stelle ein Bild vom Ort mit diesen Koordinaten 50.437995 7.401383 . Motiv: Bahnhofstraße Ecke Am Stadtgraben: der Stolperstein für Frederike Lipsky, die Lage und das Haus Falls du dabei helfen möchtest, erklärt die Anleitung , wie das geht. BW |                                         |
| Kirchgässchen 5 · Andernach ·                                                                                 | 29. Nov. 2011 | Clara Mayer geb. Mayer Jg. 1881       | Deportiert 1942 Ermordet in Theresienstadt            | Stolperstein Andernach Kirchgässchen 5 Clara Mayer |                                         |
| Friedrichstraße 6 · Andernach ·                                                                               | 29. Nov. 2011 | Helene Klee Jg. 1863                  | Deportiert 1942 Theresienstadt Ermordet 3.1.1944      | Stolperstein Andernach Friedrichstraße 6 Helene Klee |                                         |
| Salentinstraße 4 · (Nähe Übergang · Kurfürst-Salentin-Gymnasium · Bertha-von Suttner-Gymnasium) · Andernach · | 29. Nov. 2011 | Hier lernte Leopold Kallmann Jg. 1864 | Deportiert Theresienstadt Ermordet 11.12.1942         | Bild gesucht Der Benutzer GeorgDerReisende ( Diskussion ) wünscht sich an dieser Stelle ein Bild vom Ort mit diesen Koordinaten 50.432403 7.40494 . Motiv: Salentinstraße 4: die Stolpersteine für ehemalige Schüler der Schule, die Lage und das Haus Falls du dabei helfen möchtest, erklärt die Anleitung , wie das geht. BW      |                                         |
| Salentinstraße 4 · (Nähe Übergang · Kurfürst-Salentin-Gymnasium · Bertha-von Suttner-Gymnasium) · Andernach · | 29. Nov. 2011 | Hier lernte Maximilian Klee Jg. 1894  | Deportiert Ermordet in Auschwitz                      | |                                         |
| Salentinstraße 4 · (Nähe Übergang · Kurfürst-Salentin-Gymnasium · Bertha-von Suttner-Gymnasium) · Andernach · | 29. Nov. 2011 | Hier lernte Isidor Loeb Jg. 1894      | Deportiert 1942 Richtung Osten ???                    | |                                         |
| Salentinstraße 4 · (Nähe Übergang · Kurfürst-Salentin-Gymnasium · Bertha-von Suttner-Gymnasium) · Andernach · | 29. Nov. 2011 | Hier lernte Eugen Meyerhoff Jg. 1901  | Deportiert 1941 Dachau Ermordet 6.11.1944             | |                                         |
| Salentinstraße 4 · (Nähe Übergang · Kurfürst-Salentin-Gymnasium · Bertha-von Suttner-Gymnasium) · Andernach · | 29. Nov. 2011 | Hier lernte Moritz Meyer Jg. 1889     | Deportiert Tot in Sobibor                             | |                                         |
| Salentinstraße 4 · (Nähe Übergang · Kurfürst-Salentin-Gymnasium · Bertha-von Suttner-Gymnasium) · Andernach · | 29. Nov. 2011 | Hier lernte Siegbert Portje Jg. 1923  | Deportiert Cosel KZ Blechhammer ???                   | |                                         |
| Salentinstraße 4 · (Nähe Übergang · Kurfürst-Salentin-Gymnasium · Bertha-von Suttner-Gymnasium) · Andernach · | 29. Nov. 2011 | Hier lernte Hermann Weber Jg. 1874    | Deportiert Ermordet in Auschwitz                      | |                                         |
| Salentinstraße 4 · (Nähe Übergang · Kurfürst-Salentin-Gymnasium · Bertha-von Suttner-Gymnasium) · Andernach · | 29. Nov. 2011 | Hier lernte Siegmund Weber Jg. 1877   | Deportiert 1944 Ermordet in Auschwitz                 | |                                         |
| Salentinstraße 4 · (Nähe Übergang · Kurfürst-Salentin-Gymnasium · Bertha-von Suttner-Gymnasium) · Andernach · | 29. Nov. 2011 | Hier lernte Albert Weber Jg. 1920     | Deportiert 1944 Ermordet in Auschwitz                 | |                                         |
| Salentinstraße 4 · (Nähe Übergang · Kurfürst-Salentin-Gymnasium · Bertha-von Suttner-Gymnasium) · Andernach · | 29. Nov. 2011 | Hier lernte Werner Weinberg Jg. 1922  | Deportiert 1942 Ermordet in Auschwitz                 | |                                         |